# Сураков, Сергей Анатольевич
Сергей Анатольевич Сураков (16 октября 1959, Москва — 21 апреля 2015, там же) — советский и российский театральный актёр. Заслуженный артист Российской Федерации (2001).

## Биография
Сергей Сураков родился 16 октября 1959 года. В 1982 году окончил Высшее театральное училище имени Б. В. Щукина, получив специальность «актёр драмы и кино».
С 1982 года играл в Московском цыганском театре «Ромэн».
Умер 21 апреля 2015 года. Похоронен на Пятницком кладбище Москвы.

### Семья
- Мать — актриса Ляля Анатольевна Боброва (1939—2021), народная артистка России.
- Отец — Сураков Анатолий Иванович (06.03.1933 — 24.11.2003)
- Жена — начальник реквизиторского цеха театра Ромэн Елена Юрьевна Оганесова (17.01.1959 — 25.01.2022)
- Сын — актёр Сергей Сергеевич Сураков (род. 1990)

## Награды
- Заслуженный артист России (23.12.2001).

## Работы в театре
- «Кровь земли»
- «Разговор в казённом доме»
- «Цвет вишни»
- «Живой труп»
- «Ехали цыгане»
- «Безумие»
- «Олеся»
- «Цыганка Аза»
- «Тайна голубого камня»
- «Плясунья — дочь шатров» И. Ром-Лебедев
- «Ослеплённые» Э. Эгадзе
- «Отель „Табор“ 5 звезд»
- «Бегите кони, бегите…» Э. Эгадзе
- «Любовь под шатрами»
- «Грушенька» И. Шток
- «Мы — цыгане» И. Ром-Лебедев, Н. Сличенко
- «Графиня-цыганка» П. Градов
- «Трактирщица» К. Гольдони